# Tristan Prettyman
Tristan Ann Prettyman (Del Mar, 23 maggio 1982) è una cantautrice statunitense sotto contratto con l'etichetta discografica Capitol Records. In passato è stata anche modella per il noto brand Roxy.

## Carriera
Ha inizia la sua carriera nel dicembre 2002, quando pubblica il suo primo CD: un demo contenente quattro brani. In seguito, il 1º gennaio 2003, riesce a pubblicare il suo primo EP intitolato The Love. il 2 agosto 2005 esce il suo primo album in studio completo T W E N T Y T H R E E. L'album è un successo sia dal punto di vista commerciale che per quel che riguarda la critica, portato alla ribalta anche grazie ai singoli Always Feel This Way e Love Love Love.
Il terzo lavoro di Tristan Hello...x viene pubblicato il 15 aprile 2008 e riesce a vendere più di 18 000 copie solamente nella prima settimana. Il disco entra alla #27 nella U.S. Billboard 200 e riesce ad entrare in classifica anche in Giappone.
Il 20 giugno 2012 viene pubblicato il singolo My Oh My, che anticipa l'album Cedar + Gold, pubblicato il 2 ottobre 2012 per la Capitol Records. Lo stesso giorno della pubblicazione dell'album viene estratto anche il secondo singolo I Was Gonna Marry You. Molte canzoni di questo nuovo disco parlano della relazione difficile col collega-cantautore Jason Mraz.

## Vita privata
Tristan Prettyman è stata legata sentimentalmente al collega Jason Mraz all'inizio degli anni 2000 e nuovamente tra il 2010 e il 2011.
Suo fratellastro, Cody McClintock, è un produttore cinematografico.

## Discografia

### Album
- 2005 - T W E N T Y T H R E E
- 2008 - Hello...x
- 2012 - Cedar + Gold
- 2014 - Back to home

### EP
- 2003 - The Love EP
- 2008 - Live Session (an iTunes Exclusive EP)

### Altre pubblicazioni
- 2002 - Tristan Prettyman 4-Track Demo